# Trachinus lineolatus
Trachinus lineolatus є видом риб родини Trachinidae, ряду Perciformes. Поширені у східній Атлантиці вздовж берегів Африки від Гвінеї-Бісау до Сан-Томе і Габону. Морська тропічна демерсальна риба, сягає 15 см довжиною.